# Maestrul cailor
În Republica Romană, Maestrul cailor (Magister Equitum)  era o funcție la dispoziția dictatorilor, persoana desemnată având funcția de locotenent principal al dictatorului. Cel mai celebru a fost Marc Antoniu, cel care l-a servit cu credință pe Iulius Cezar.
Titlul comes stabularis (stăpânul grajdurilor) are o istorie similară. 

## Istoria
Funcția de dictator împreună cu cea de magister equitum au fost desființate de reformele constituționale ale lui Augustus. Totuși titlul de magister equitum  a fost refolosit în timpul perioadei târzii a Imperiului Roman, când împăratul Constantin I l-a restabilit ca una din funcțiile militare supreme din armata romană alături de magister peditum ("maestrul infanteriei"). Totuși cele două funcții au fost unite într-una nouă, numită magister militum ("șeful armatei").

## Utilizări în alte state
- Marea Britanie United Kingdom Master of the Horse
- Franța Grand Écuyer, sau, mai folosit, Monsieur le grand
- Germania Oberststallmeister
- Suedia Riksstallmästare
- Statul papal Cavallerizzo Maggiore
- Rusia Конюший
- Uniunea statală polono-lituaniană Koniuszy